# Artassenx
Artassenx (gaskonsko Artassen) je naselje in občina v francoskem departmaju Landes regije Akvitanije. Naselje je leta 2009 imelo 256 prebivalcev.

## Geografija
Kraj leži v pokrajini Gaskonji 10 km jugovzhodno od središča Mont-de-Marsana.

## Uprava
Občina Artassenx skupaj s sosednjimi občinami Bascons, Bordères-et-Lamensans, Castandet, Cazères-sur-l'Adour, Grenade-sur-l'Adour, Larrivière-Saint-Savin, Lussagnet, Maurrin, Saint-Maurice-sur-Adour in Le Vignau sestavlja kanton Grenade-sur-l'Adour s sedežem v Grenadi. Kanton je sestavni del okrožja Mont-de-Marsan.

## Zanimivosti
- cerkev sv. Janeza Krstnika;